# Alex Yarmak
Alex Yarmak, właśc. Ołeksandr Jarmak (ukr. Олександр Ярмак) – ukraiński muzyk, inżynier dźwięku, wokalista i producent muzyczny.
Pochodzący z Kijowa Alex Yarmak w latach 2012–2018 ukończył Kijowski Uniwersytet Narodowy im. Tarasa Szewczenki na kierunku bankowości. Swoją działalność muzyczną rozpoczął w 2021 roku. Na początku 2024 roku Alex Yarmak zaczął współpracę z holenderskim zespołem Within Temptation. Wydali wspólnie utwór, opowiadający o wojnie w Ukrainie, pod tytułem A Fool's Parade. Zespół ogłosił, że wszystkie zarobione, na tym utworze, pieniądze zostaną przeznaczone na pomoc dla Ukrainy w trakcie trwania rosyjskiej inwazji.

## Kariera
Od 2021 roku Ołeksandr tworzy muzykę rockową jako solowy artysta pod pseudonimem Alex Yarmak i ma w swojej dyskografii 6 albumów: Limits, Square Two, Slowdown Sessions, No Pity for the Sinking Ship, Slowdown Sessions II, ROOTS GROW DEEP. Ostatnie trzy albumy zostały napisane w czasie pełnoskalowej rosyjskiej inwazji na Ukrainę i stanowią refleksję na temat związanych z nią wydarzeń. Piosenki z tych albumów były prezentowane na takich autorskich playlistach Spotify jak „All New Metal”, „The Core”, „New Core”, „Industrial Metal” i innych, skąd Ołeksandr zaczął zdobywać słuchaczy zza granicy.
W Ukrainie zaczął zyskiwać popularność w 2022 roku po współpracy z zespołem Chejtspicz, z którym zostały wydane dwie wspólne piosenki Stepan Pantera i LINA, a także jako współautor i producent brał udział w nagraniu mini-albumu Золоті Пісні 2023. Oprócz Chejtspicz, Ołeksandr jako producent muzyczny i inżynier dźwięku współpracował z rockowym zespołem z Kijowa BLIND8, z którym powstały takie piosenki jak bulletproof, on my own, abandoned, 5AM i Overcome The Darkness.

## Dyskografia
| Rok  | Tytuł albumu                                                            | Uwagi                            | Źródło |
| ---- | ----------------------------------------------------------------------- | -------------------------------- | ------ |
| 2021 | Limits - Data: 8 marca 2021                                             | Autor utworów                    | [ 9 ]  |
| 2022 | Square Two - Data: 27 stycznia 2022                                     | Autor utworów                    | [ 10 ] |
| 2022 | Slowdown Sessions - Data: 31 marca 2022                                 | Autor utworów                    | [ 11 ] |
| 2022 | No Pity for the Sinking Ship - Data: 18 sierpnia 2022                   | Autor utworów                    | [ 12 ] |
| 2022 | Slowdown Sessions II - Data: 10 listopada 2023                          | Autor utworów                    | [ 13 ] |
| 2023 | ROOTS GROW DEEP - Data: 15 czerwca 2023                                 | Autor utworów                    | [ 14 ] |
| 2023 | Золоті Пісні 2023 - Data: 18 sierpnia 2023 - we współpracy z Chejtspicz | Współtwórca i producent muzyczny | [ 15 ] |

| Tytuł                 | Data wydania     | Uwagi                                 | Wspólnie z        | Źródło |
| --------------------- | ---------------- | ------------------------------------- | ----------------- | ------ |
| Consequence           | 15 kwietnia 2021 | Remikser                              | Circle of Dust    | [ 16 ] |
| 5 AM (Remix)          | 30 czerwca 2022  | Autor utworu, producent muzyczny      | BLIND8, Bejenec   | [ 17 ] |
| Stepan Pantera        | 14 lipca 2022    | Wspótwórca utworu, producent muzyczny | Chejtspicz        | [ 18 ] |
| Overcome the Darkness | 22 września 2022 | Gościnnie śpiew                       | BLIND8            | [ 19 ] |
| bulletproof           | 13 kwietnia 2023 | Producent muzyczny                    | BLIND8            | [ 20 ] |
| on my own             | 27 lipca 2023    | Koproducent                           | BLIND8, Sable     | [ 21 ] |
| A Fool’s Parade       | 5 kwietnia 2024  | Współtwórca utworu, gościnnie śpiew   | Within Temptation | [ 22 ] |